# Маргарита Савойская (1280—1339)
Маргари́та Саво́йская (итал. Margherita di Savoia, лат. Margarita Sabaudae; 1280, Пинероло, Пьемонт — 6 июня 1339, Пинероло) — дочь графа Амадея V Савойского, сеньора Пьемонта из Савойской династии;  маркграфиня, супруга маркграфа Монферратского Джованни I Монферратского из дома Алерамичи.

## Биография
Маргерита Савойская была дочерью Амадея V Савойского и Сибиллы де Боже. 23 марта 1296 года Амадей V выдал Маргариту замуж за Джованни I Справедливого, маркграфа Монферратского из дома Алерамичи. Этот брак позволил закрепить мир между Савойей и Пьемонтом, так как до этого Джованни долгое время вёл войну с дядей Амадея V Филиппом I Савойским.
В начале января 1305 года Джованни I Справедливый тяжело заболел и через несколько дней умер. Так как детей в этом браке не было, по завещанию покойного маркиза все его владения унаследовала его сестра Иоланда (1274—1317), жена византийского императора Андроника II Палеолога, и её сын Феодор. Палеологи правили Монферратом до 1533 года. Маргерита Савойская умерла 6 июня 1339 года. Похоронена в Откомбском аббатстве.

## Семья
Муж: Джованни I Справедливый (1275 — 1305), детей нет.